# Gran Piemonte 2018
Il Gran Piemonte 2018, centoduesima edizione della corsa, valevole come evento dell'UCI Europe Tour 2018 e come diciottesima prova della Ciclismo Cup 2018 categoria 1.HC, si svolse l'11 ottobre 2018 su un percorso di 191 km, con partenza da Racconigi e arrivo a Stupinigi, in Italia. La vittoria fu appannaggio dell'italiano Sonny Colbrelli, che completò il percorso in 4h20'50", alla media di 43,936 km/h, precedendo il francese Florian Sénéchal e il connazionale Davide Ballerini.
Sul traguardo di Stupinigi 85 ciclisti, su 118 partiti da Racconigi, portarono a termine la competizione.

## Squadre e corridori partecipanti
| N.    | Cod. | Squadra                     |
| ----- | ---- | --------------------------- |
| 1-7   | ANS  | Androni Giocattoli-Sidermec |
| 11-17 | AST  | Astana Pro Team             |
| 21-27 | TBM  | Bahrain-Merida              |
| 31-37 | BRD  | Bardiani CSF                |
| 41-47 | BMC  | BMC Racing Team             |
| 51-57 | BOH  | Bora-Hansgrohe              |
| 61-67 | GAZ  | Gazprom-RusVelo             |
| 71-77 | ICA  | Israel Cycling Academy      |
| 81-87 | LTS  | Lotto Soudal                |

| N.      | Cod. | Squadra                         |
| ------- | ---- | ------------------------------- |
| 91-97   | MOV  | Movistar Team                   |
| 101-107 | NIP  | Nippo-Vini Fantini-Europa Ovini |
| 111-117 | QST  | Quick-Step Floors               |
| 121-127 | DDD  | Team Dimension Data             |
| 131-136 | EFD  | Team EF Education First-Drapac  |
| 141-147 | TKA  | Team Katusha Alpecin            |
| 151-157 | SKY  | Team Sky                        |
| 161-167 | UAD  | UAE Team Emirates               |
| 171-177 | WIL  | Wilier Triestina-Selle Italia   |

## Ordine d'arrivo (Top 10)
| Pos. | Corridore           | Squadra                     | Tempo    |
| ---- | ------------------- | --------------------------- | -------- |
| 1    | Sonny Colbrelli     | Bahrain-Merida              | 4h20'50" |
| 2    | Florian Sénéchal    | Quick-Step Floors           | s.t.     |
| 3    | Davide Ballerini    | Androni Giocattoli-Sidermec | s.t.     |
| 4    | Jhonatan Restrepo   | Team Katusha Alpecin        | s.t.     |
| 5    | Riccardo Minali     | Astana Pro Team             | s.t.     |
| 6    | Manuel Belletti     | Androni Giocattoli-Sidermec | s.t.     |
| 7    | Christoph Pfingsten | Bora-Hansgrohe              | s.t.     |
| 8    | Andrea Guardini     | Bardiani CSF                | s.t.     |
| 9    | Barnabás Peák       | Quick-Step Floors           | a 2"     |
| 10   | Simone Velasco      | Wilier Triestina            | s.t.     |